# 祭日

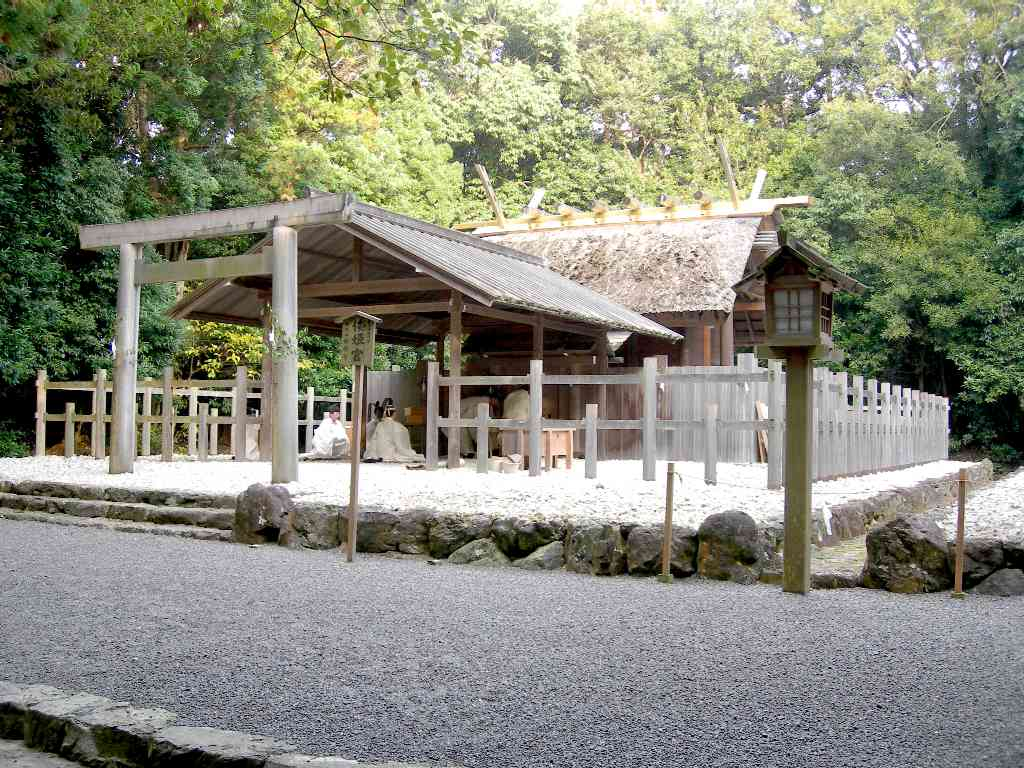
新嘗祭：伊勢神宮 内宮・別宮倭姫宮の大御饌

祭日（さいじつ）は、宗教儀礼上重要な祭祀を行う日のこと。
なお、日本で国民の祝日を俗に「祭日」と称することもあるが、本来国民の祝日は「祭日」に当たらない。
本項目では、日本の皇室（宮中）祭祀と、各宗教に関する祭日について記載する。

## 皇室祭祀
皇室祭祀令により定められた大祭日及び小祭日を指す。大祭日の大半は祝日とともに国家の休日として法制化されたことから、祭日と祝日を合わせて祝祭日と称することもあったが、皇室祭祀令は1947年（昭和22年）5月2日に廃止され、現在は日本に法定の「祭日」は存在せず、以降の宮中祭祀に踏襲されて一部は名称を変えて国民の祝日になっている日付がある。

### 大祭日
天皇自ら親祭する日。
期日の定まっているもの
- 元始祭（1月3日）
- 紀元節祭（2月11日）：現在は建国記念の日
- 神武天皇祭（4月3日）
- 神嘗祭（10月17日）
- 新嘗祭（11月23日 - 24日）：現在は11月23日が勤労感謝の日

期日の定めの無いもの
- 春季皇霊祭・春季神殿祭（春分の日）
- 秋季皇霊祭・秋季神殿祭（秋分の日）
- 先帝祭 先帝の崩御日
  - 明治期 孝明天皇祭（1月30日）
  - 大正期 明治天皇祭（7月30日）
  - 昭和期 大正天皇祭（12月25日）
- 先帝以前3代の式年祭[注 1]
- 先后の式年祭[注 1]
- 皇妣たる皇后の式年祭[注 1]

以上の日付は『年中行事事典』p322（1958年（昭和33年）5月23日初版発行 西角井正慶編 東京堂出版）による。

### 小祭日
天皇自らが礼拝し、掌典長が祭典を行う日。
期日の定まっているもの
- 歳旦祭（1月1日）
- 祈年祭（2月17日）

期日の定まっていないもの
- 賢所御神楽（12月中旬）
- 天長節祭 当代の天皇の誕生日
  - 明治期（11月3日）：現在は文化の日
  - 大正期（8月31日）
  - 昭和期（4月29日）：のちに天皇誕生日、昭和天皇崩御後にみどりの日、現在は昭和の日
- 先帝以前3代の例祭
  - 明治期 後桃園天皇例祭（12月6日）、光格天皇例祭（12月12日）、仁孝天皇例祭（2月21日）
  - 大正期 光格天皇例祭（12月12日）、仁孝天皇例祭（2月21日）、孝明天皇例祭（1月30日）
  - 昭和期 仁孝天皇例祭（2月21日）、孝明天皇例祭（1月30日）、明治天皇例祭（7月30日）
- 先后及び皇妣たる皇后の例祭[注 2]
  - 明治期 英照皇太后例祭（1月11日）
  - 大正期（1915年（大正4年）以降）昭憲皇太后例祭（4月11日）[注 3]
  - 昭和期 昭憲皇太后例祭（4月11日）
- 綏靖天皇以下先帝以前4代に至る歴代天皇の式年祭[注 1]

## 各宗教

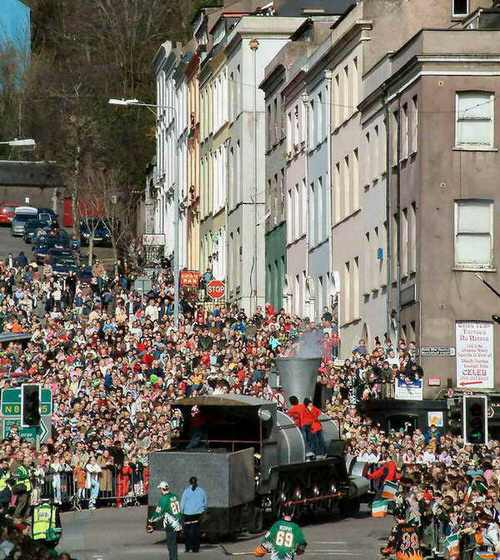
聖パトリックの祝日の様子（アイルランド、コーク。2004年）

各宗教に関する祭日（祝祭日、祝日）を列挙する。教派、教義により異なる。

### キリスト教
- 聖名祝日
- 聖体の祝日
- 聖パトリックの祝日
- 諸聖人の日
- 聖母の被昇天
- 公現祭
- 聖燭祭
- 十字架挙栄祭
- 聖ヨセフの日
- 御変容の祝日

### ユダヤ教
- 「ユダヤ教の祝祭日」参照
  - ローシュ・ハッシャーナー
  - ヨーム・キップール

### イスラーム教
- 「イスラーム教の祭日」参照

## 符号位置
| 記号 | Unicode | JIS X 0213 | 文字参照          | 名称                                            |
| ---- | ------- | ---------- | ----------------- | ----------------------------------------------- |
| ㉀   | U+3240  | -          | &#x3240; &#12864; | 全角括弧付き祭 PARENTHESIZED IDEOGRAPH FESTIVAL |